# Marcus Gavius Apallius Maximus
 (juin 2016).
 (juin 2016).
Pour les articles homonymes, voir Maximus.
Marcus Gavius Apallius Maximus (fl. 135/137-138) était un homme politique de la Rome antique.

## Biographie
Fils de Titus Apallius Alfinus Secundus, chevalier, et de sa femme Gavia, petit-fils paternel d'un Titus Apallius et petit-fils maternel de Marcus Gavius Bassus (fl. 112/113), un noble en Éphèse en 112 ou 113, et arrière-petit-fils de Publius Gavius (fl. aut. 30), aussi un noble en Éphèse autour de 30.
Il fut légat en Gaule narbonnaise en 135 ou 137.
Il s'est marié avec Numisia Procula, fille de Quintus Numisius Afer Junior et de sa femme Camuria, fille d'un Gaius Camurius. Sa fille Gavia fut la femme de Lucius Fulvius Rusticus Aemilianus.